# Ваљковња
Ваљковња (слч. Vaľkovňa) је насељено мјесто са административним статусом сеоске општине (слч. obec) у округу Брезно, у Банскобистричком крају, Словачка Република.

## Становништво
| Година:    | 1994. | 2004.    | 2014.    | 2024.   |
| ---------- | ----- | -------- | -------- | ------- |
| Број људи: | 282   | 337      | 422      | 402     |
| Разлика:   |       | +19,50 % | +25,22 % | -4,73 % |

| Година:    | 2023. | 2024.   |
| ---------- | ----- | ------- |
| Број људи: | 412   | 402     |
| Разлика:   |       | -2,42 % |

Према подацима о броју становника из 2011. године насеље је имало 410 становника.